# ليمان ليمنيتزر
ليمان لويس ليمنيتزر (بالإنجليزية: Lyman Lemnitzer)‏ (29 أغسطس 1899 - 12 نوفمبر 1988) كان جنرالا في جيش الولايات المتحدة وشغل منصب رئيس هيئة الأركان المشتركة الأمريكية في الفترة من 1960 إلى 1962 ثم شغل منصب القائد الأعلى لحلف شمال الأطلسي 1963-1969.

## روابط خارجية
- ليمان ليمنيتزر على موقع IMDb (الإنجليزية)
- ليمان ليمنيتزر على موقع الموسوعة البريطانية (الإنجليزية)
- ليمان ليمنيتزر على موقع مونزينجر (الألمانية)
- ليمان ليمنيتزر على موقع إن إن دي بي (الإنجليزية)

- Finding aid for Lyman L. Lemnitzer Oral History, Dwight D. Eisenhower Presidential Library
- هيئة الأركان المشتركة الأمريكية الرسمية من السيرة الذاتية للموظفين